# Franz Beck (Politiker, 1846)
Franz Seraph Beck (* 30. April 1846 in Aichach; † 23. Oktober 1918 ebenda) war Bürgermeister und Mitglied des Deutschen Reichstages.

## Leben
Beck besuchte die Volksschule in Aichach. Von 1869 bis 1875 war er Leiter des elterlichen Besitzes, insbesondere einer Kunstmühle, die er dann von 1875 an auf eigene Rechnung führte. In den Jahren 1876 bis 1897 war er Gemeindebevollmächtigter von Aichach und seit 1897 Magistratsrat. Zwischen 1888 und 1894 war er Mitglied des oberbayerischen Landrats und seit 1891 Mitglied des oberbayerischen Kreisausschusses.
Von 1898 bis 1912 war er Mitglied des Reichstages für den Reichstagswahlkreis Oberbayern 3 (Aichach, Friedberg, Dachau, Schrobenhausen) und die Deutsche Zentrumspartei.
Ab 1912 war er Bürgermeister seiner Heimatstadt, deren Ehrenbürger er am 30. Juli 1916 wurde. Er stiftete ein Altenheim und gab auch Zuwendungen an das Krankenhaus, das Waisenhaus und die Kirche. In Aichach ist eine Straße nach Franz Beck benannt.